# Tombé du ciel (chanson de Jacques Higelin)
Singles de Jacques Higelin
Pars
 (enregistrement public)
(1986) Poil dans la main
(1989)
Pour album de Jacques Higelin, voir Tombé du ciel.
Pour les articles homonymes, voir Tombé du ciel.
Tombé du ciel est une chanson de Jacques Higelin, issu de l'album du même nom sorti en 1988.
Tombé du ciel marque le retour d'Higelin après deux années d'incertitude durant laquelle il pensait arrêter la chanson. Dans cette chanson, il rend hommage à son idole Charles Trenet. Paru parallèlement en single comme premier extrait de l'album, Tombé du ciel obtient un succès radiophonique, alors que l'album est certifié disque de platine.
À la suite du décès du chanteur en avril 2018, la chanson fait son entrée pour la première fois au Top Singles (il n'était pas entré au Top 50 lors de sortie initiale en 1988), directement à la troisième place.

## Classements
| Classement (1988-89) | Meilleure place |
| -------------------- | --------------- |
| France (IFOP)        | 35              |

| Classement (2018)                                    | Meilleure place |
| ---------------------------------------------------- | --------------- |
| France (SNEP)                                        | 3               |
| Suisse (Schweizer Hitparade) Singles Top 20 Romandie | 10              |